# Florida (kommun i Chile)
Florida är en kommun i Chile.   Den ligger i provinsen Provincia de Concepción och regionen Región del Biobío, i den södra delen av landet, 400 km sydväst om huvudstaden Santiago de Chile. Antalet invånare är 8 916. Arean är 609 kvadratkilometer.
Terrängen i Florida är kuperad söderut, men norrut är den platt.
Trakten runt Florida består i huvudsak av gräsmarker. Runt Florida är det glesbefolkat, med 18 invånare per kvadratkilometer.